# Pierre Le Nicolais
Pierre Le Nicolais,  marchand, négociant en toiles, originaire de Laval

## Famille
Les différents membres de sa famille sont impliqués dans le commerce et la fabrication des toiles à Mayenne. 
1. Pierre Le Nicolais, marchand à Mayenne
  1. Pierre Le Nicolais (1695-1761), marchand mercier et de draps à Mayenne
    1. Pierre Le Nicolais, négociant. 
      1. Victoire Le Nicolais, épouse son cousin Julien-Louis Le Nicolais de Clinchamp  en 1771 à Montourtier. Il est né le 11 décembre 1742 au château de Mausson à Landivy, et décède en 1828. Il a fourni des notes sur le Petit-Maine au curé de Pontmain. L'ancien hôtel Le Nicolais de Clinchamp est situé au 16, place de Hercé à Mayenne. Il demeure à la Bazouge du Désert en 1793, 1798. Pour son mariage, il y a une dispense de consanguinité du 3 au 3. Il divorce avec sa femme le 17 frimaire an 7 pour se remarier le 30 frimaire de la même année, à Mayenne.
      2. Pierre Le Nicolais, époux de Françoise Lemonnier de Lorière[1]
        1. Marie-Perrine Le Nicolais, épouse de Jean Chanceaulme, armateur et négrier à Nantes

    2. François Le Nicolais, fabricant et marchand d'étamine  à Nogent-le-Rotrou

## Biographie
Destiné à la cléricature, il préfère se marier, et s'installe à Laval, en partie grâce à la dot de sa femme. C'est un marchand de toiles, blanchisseur et lavandier de Laval et de Mayenne. Il accède rapidement à une place de premier rang et fait fructifier son capital.
Les héritiers de Louis Pouyvet de La Blinière vendent par contrats en 1768 devant Bronod et Maigret, à Pierre Le Nicolais: 1. La terre de Neuvillette, en Jublains, 2. La terre d'Hermet, en Mézangers, et de Bourgnouvel, 3. La terre de Bourgon, en Loiron, 4. La terre de Bourgon, en Montourtier. Les biens comprenaient entre autres les grosses forges, fourneaux et fenderie d’Aron, la maison d’habitation du maître de forge, les cours et jardins, les bâtiments servant aux ouvriers …, et les étangs.
Il obtient une charge de secrétaire du Roi près de la Chambre des Comtes, Aides et Finances d'Aix-en-Provence pour une somme de 28 000 livres. Son entreprise existe de 1755 à 1771.  Il exporte la toile à chemises ou à voiles en Espagne et aux Amériques via le port de Nantes ; Le Nicolais est actionnaire de compagnies d’armement maritime pendant le commerce triangulaire.
Il fait la fortune de la famille, mais mène grand train de vie et essuie à la suite de la crise économique de 1768, une faillite en 1771 dont il parvint à se relever, et meurt en 1780.

## Correspondance
Il est l'auteur d'une correspondance, mine d’informations  pour les historiens sur le commerce de la toile pendant l’Ancien Régime. On y trouve figurent moult détails sur les échanges avec des fabricants d’étiquettes, les discussions sur le commerce du lin et du chanvre, ainsi que le récit des astuces pour éviter que les corsaires ne mettent la main sur les barils d’azur (colorant)... 
Une partie des lettres abordent la question du commerce des esclaves, et seront l'objet d'une polémique lors de leur vente en janvier 2005. 
Les archives de la Mayenne ont pu acheter, en novembre 2004, lors d'une vente, des lettres adressées à ce marchand de toiles. L’essentiel de la correspondance - environ 4 500 documents - est vendu aux enchères à Lyon en janvier 2005. Il s'agit de 4 500 lettres adressées entre 1753 et 1771. La plupart des courriers émanent de négociants, manufacturiers et banquiers de Nantes, Bordeaux, Le Mans, Alençon ou Bayonne, mais aussi Valladolid, Bilbao, Madrid, l’Espagne étant alors le marché le plus important pour les toiles lavalloises. D’autres encore viennent du Portugal et des colonies.
Des correspondances de Le Nicolas font ressortir l'inquiétude des marchands de toiles à la fin du XVIIIe siècle. Le Nicolais indique en 1766 : La consommation de nos toiles n'a pas diminué en France ; mais il s'y consommerait une bien plus grande quantité si l'introduction des toiles de Suisse...n'y était pas si considérable... En 1765 et 1766, la récolte a été très médiocre en Espagne et au Portugal, ce qui a occasionné une diminution sensible sur la consommation de nos toiles dans ces deux royaumes... Nos colonies en Amérique sont un débouché très considérable pour cette manufacture ; mais depuis deux ans ce débouché est presque nul pour nous. À la fin de la dernière guerre, on croyait ces pays dépourvus de tout, mais ils ne manquaient de rien, parce qu'ils avaient été pendant la guerre approvisionnés de toutes espèces de marchandises sèches par les Hollandais et par les Anglais même. On y porta en 1763 et 1764 beaucoup plus de toiles qu'il n'en fallait pour le besoin de nos colonies, lesquelles ne sont pas encore consommées, quoique depuis deux ans on n'y ait presque fait aucun envoi de nos toiles.